# Ореховка (Марий Эл)
Оре́ховка (мар. Пӱкшерме) — деревня в Медведевском районе Республики Марий Эл. Входит в состав Руэмского сельского поселения.

## География
Находится на расстоянии приблизительно 5 км на запад от западной границы районного центра посёлка Медведево.

## История
Основана в начале XX века. В советское время работал колхоз имени Ворошилова, имени Будённого, имени Крупской и сельхозопытная станция.

## Население
Население составляло 39 человек (мари 38 %, русские 38 %) в 2002 году, 62 в 2010.